# Lamberto Maffei
Lamberto Maffei (Grosseto, 21 marzo 1936) è un medico e ricercatore italiano.
Direttore dell'Istituto di Neuroscienze del CNR dal 1980 al 2008, dal 2009 al 2015 è stato presidente dell'Accademia Nazionale dei Lincei e, dall'agosto 2015, vicepresidente della stessa.

## Biografia e carriera
Laureatosi con lode in medicina all'Università di Pisa nel 1961, allievo del Collegio Medico-Giuridico della Scuola Normale Superiore ha presto intrapreso la ricerca in neurofisiologia presso il CNR di Pisa, sotto la guida di Giuseppe Moruzzi, fino a diventare, nel 1980, direttore dell'Istituto di Neurofisiologia, che, dal 2001, ha assunto il nome di Dipartimento di Neuroscienze.
Dal 1988 al 2008 ha insegnato Neurobiologia presso la Scuola Normale, dirigendo anche il locale laboratorio. Ha svolto attività di ricerca e di insegnamento anche presso numerose università straniere, fra le quali la Eberhard-Karls-Universität Tübingen, la Cambridge University, il Massachusetts Institute of Technology, il Collège de France e l'Oxford University.
Oltre ad aver ricevuto molti premi e riconoscimenti, nazionali ed internazionali, il 10 giugno 2009 è stato eletto presidente dell'Accademia Nazionale dei Lincei, nomina approvata il 29 luglio dello stesso anno dal ministro per i Beni e le Attività Culturali Sandro Bondi. È membro, inoltre, dell'Accademia Europea e dell'American Academy of Arts and Sciences.
Le sue ricerche sono state principalmente indirizzate verso lo studio del sistema nervoso centrale, con particolare attenzione al sistema visivo dei mammiferi e dell'uomo, utilizzando innovative tecniche sperimentali e nuovi approcci teorici multidisciplinari, attingendo, fra le altre discipline, all'elettrofisiologia, alla psicofisica e alla biologia molecolare.
Tra i suoi risultati più significativi, si possono citare, la caratterizzazione dell'elaborazione visiva corticale mediante frequenze spaziali portate avanti insieme alla Prof. Adriana Fiorentini,  l'introduzione e l'uso di metodi elettrofisiologici per la diagnosi precoce delle patologie del sistema nervoso, la registrazione dell'attività elettrica prenatale, il ruolo delle neurotrofine nella plasticità e nello sviluppo del sistema nervoso. In ultimo, ha pure sperimentato nuovi metodi per riattivare la plasticità nel sistema nervoso nell'adulto e nell'anziano. Tali metodi hanno anche trovato proficua applicazione nella prevenzione della demenza senile e dell'Alzheimer (Train the Brain Program, in collaborazione fra CNR, Università e varie cliniche ospedaliere di Pisa).
Nel complesso della sua carriera, svolta interamente in Italia, ha prodotto oltre 280 pubblicazioni scientifiche, la maggior parte delle quali accolte dalle più importanti riviste specialistiche internazionali del settore.
È considerato uno dei maggiori esperti internazionali di neuroscienze.
Nei suoi due ultimi saggi di filosofia delle neuroscienze Elogio della lentezza (2014) e Elogio della ribellione (2016), pur con un fluente linguaggio divulgativo, ha saputo esporre con acume e perspicacia le sue riflessioni critiche sulla cultura odierna, la società contemporanea e le sue fenomenologie. Completa la trilogia, l'ultimo saggio Elogio della parola (2018), incentrato su una delle caratteristiche più peculiari e salienti dell'essere umano, il linguaggio, sottolineandone la rilevanza per la civiltà umana nonché i pericoli che corre in un mondo sempre più virtuale che reale. Nel 2019, una giuria di circa 2000 studenti di scuola superiore ha indicato questo libro come vincitore della quarta edizione del Premio Asimov per l'editoria divulgativa, organizzato dal Gran Sasso Science Institute dell'Aquila e dall'Istituto Nazionale di Fisica Nucleare Archiviato il 18 aprile 2019 in Internet Archive..

## Pubblicazioni
- The visual cortex as a spatial frequency analyser (con Adriana Fiorentini) https://www.sciencedirect.com/science/article/abs/pii/0042698973902010?via%3Dihub
- La visione. Dalla neurofisiologia alla psicologia (con Luciano Mecacci), Mondadori EST, Milano, 1979.
- Arte e cervello (con Adriana Fiorentini), Zanichelli, Bologna, 1995 (Nuova ed. Zanichelli, 2008. ISBN 978-88-08-06815-6).
- Il mondo del cervello, Laterza, Roma-Bari, 1998 (Nuova ed. Laterza, 2004. ISBN 88-420-5559-X).
- Fisiopatologia del sistema visivo (con Adriana Fiorentini), Primula Edizioni, San Giuliano Terme (Pisa), 2001. ISBN 88-87344-33-7.
- La libertà di essere diversi. Natura e cultura alla prova delle neuroscienze, Società editrice il Mulino, Bologna, 2011 (Nuova ed., il Mulino, 2013. ISBN 978-88-15-24788-9).
- Elogio della lentezza, Società editrice il Mulino, Bologna, 2014. ISBN 978-88-15-25275-3.
- Elogio della ribellione, Società editrice il Mulino, Bologna, 2016. ISBN 978-88-15-26340-7.
- Elogio della parola, Società editrice il Mulino, Bologna, 2018. ISBN 978-88-15-27910-1.
- Platero e i colori del mondo, Edizioni Studium, Roma, 2022. ISBN 978-88-38-25132-0.
- Solo i folli cambieranno il mondo. Arte e pazzia, Società editrice il Mulino, Bologna, 2023. ISBN 978-88-15-38288-7.

## Onorificenze
- Premio Feltrinelli per la Medicina, conferito dall'Accademia dei Lincei nel 1979.[7]